# География на Армения
Армения е държава в Предна Азия, в Арменска планинска земя. Площ 29 743 km². Население на 1 януари 2017 г. 2 962 100 души. Столица град Ереван.

## Географско положение, граници, големина
Армения е държава в Предна Азия. На изток и югозапад граничи с Азербайджан (дължина на границата 592 km с Азербайджан (от тях 246 km с Нахичеванска автономна република), на юг – с Иран (43 km), на запад – с Турция (312 km) и на север – с Грузия (213 km). Обща дължина на границите (само сухоземни) 1160 km. Преобладаващата част от границите ѝ на север, изток и юг преминават по гребените на най-високите хребети. Границата с Иран е само речна (река Аракс), а с Турция предимно речна (реките Аракс и Ахурян) и малък участък сухоземна. Дължина от северозапад на югоизток 352 km, ширина от североизток на югозапад от 154 km. В тези си граници заема площ от 29 743 km².
Територията на Армения се простира между 41°03′ и 43°25′ с.ш. и между 40°00′ и 46°44′и.д. Крайните точки на страната са следните:
- крайна северна точка – (41°18′04″ с. ш. 44°49′05″ и. д. / 41.301111° с. ш. 44.818056° и. д.), област Тавуш, на границата с Грузия.
- крайна южна точка – (38°50′27″ с. ш. 46°10′25″ и. д. / 38.840833° с. ш. 46.173611° и. д.), област Сюник, на левия бряг на река Аракс, на границата с Иран.
- крайна западна точка – (41°05′56″ с. ш. 43°26′46″ и. д. / 41.098889° с. ш. 43.446111° и. д.), област Ширак, на границата с Турция.
- крайна източна точка – (39°13′51″ с. ш. 46°38′03″ и. д. / 39.230833° с. ш. 46.634167° и. д.), област Сюник, на границата с Азербайджан.

## Геоложки строеж, полезни изкопаеми

### Геоложки строеж
Територията на Армения е разположена в пределите на вътрешните части на Средиземноморския нагънат геосинклинален пояс. Геоложкият строеж е много сложен. Тук са развити наслаги от почти всички периоди от докамбрия до антропогена включително и интрузивни скали с различен състав и възраст (гранитоиди, кисели, основни и ултраосновни). Особено широко са развити мощни вулканогенно-седиментни слоеве от юрата и палеогена. Около 1/3 от територията на страната е покрита с андезити, базалти, туфи, пемзи, перлити и други продукти на неотдавна угаснали вулкани. През горния плиоцен стават интензивни вулканични изригвания. Потоците от основна лава образуват в централните части на Малък Кавказ редица вулканични плата (Котайкско, Егвардско, Апаранско, Ширакско, Ахалкалакско и др.). Времето на долния антропоген се ознаменува с големи движения на земната кора, в резултат на които става формирането на масива Арагац, Гегамския хребет, пропадането на Средноараксинската депресия и басейна на езерото Севан. Голямата сеизмичност на отделни райони в Армения е обусловена от нейния тектонски строеж. В направление от северозапад на югоизток се открояват 4 структурни зони с общокавказко простиране, всяко от които се характеризира със специфична минерализация: Алаверди-Кафанска полегато нагъната зона с медно-халцедоново орудяване. Севанска приразломна зона с хромити и злато. Памбак-Зангезурска нагъната зона с медно-молибденово орудяване и Еревано-Ордубадска зона с каменна сол и проявления на нефтени залежи.

### Полезни изкопаеми
От полезните изкопаеми на Армения най-голямо значение представляват находищата на медно-молибденови (Каджаран, Агарак, Дастакерт и др.), медно-халцедонови (Кафан, Шамлуг, Алаверди, Анкадзор и др.), златни (Зод, Меградзор и др.), железни (Раздан, Абовян, Сваранц и др.) и полиметални руди. Разработват се още находища на нефелинови сиенити, бентонит, каменна сол, мрамор, доломит, магнезиева огнеупорна суровина, диатомит, туфи, пемзи, андезито-базалти, обсидиан, перлит и др. Армения е богата и на минерални и термални води.

## Природа
Армения заема малък участък в североизточната част на Арменската планинска земя. Тя е типична планинска страна със сложно съчетание от нагънати, нагънато-блокови и вулканични планини, лавови плата, алувиални равнини, речни долини и езерни котловини. Около 90% от територията на страната лежи над 1000 m н.в., със средна н.в. 1800 m. Най-високата точка на страната е връхАрагац 4090 m, (40°31′23″ с. ш. 44°11′41″ и. д. / 40.523056° с. ш. 44.194722° и. д., а най-ниската – в дефилето на река Дебед (в североизточната част) – 392 m и река Аракс (на югоизток) – 375 m.

### Релеф
По своите геоморфоложки особености Армения се дели на 4 физикогеографски области:
- Североизточната ФГ област съставена от нагънато-блокови планини (централните хребети на Малък Кавказ), със структурно-тектонски и водно-ерозионни форми на релефа. Основните хребети тук са – Сомхетски, Базумски, Памбакски, Гугарац, Мургузки (Миапорски), Арегуни, Шахдагски (Севански).
- Централна вулканична област – простира се от Егнахагския (Гукасянски) и Джавахетски хребет на северозапад до Карабахската планинска земя на югоизток и заема над 1/3 от територията на страната. Характеризира се със своите лавови плата, планински земи и масиви, с незначителен повърхностен отток и слаба разчлененост. Включва огромния четириглав масив Арагац, Гегамския (до 3597 m) и Вардениския хребет, Ашоцката, Ширакската, Севанската котловина и др.
- Южната ФГ област е изградена от нагънато-блокови планини, силно разчленени от речни долини и дълбоки дефилета. Най-висок е меридионалния Зангезурски хребет (до 3904 m) с отклоняващите се от него хребети Айоцдзорски (Даралагезки), насочващ се на запад, Баргушатски и Мегрински – на изток-югоизток.
- Средноараксинската междупланинска падина навлиза на територията на Армения със своята северна част. Нейната северозападна носи името Араратска равнина (800 – 1000 m н.в.) се отличава с плоския си акумулативен релеф[2].

### Климат
Армения е разположена в субтропичния пояс, но поради планинския си релеф се отличава с разнообразния си климат. Върху него оказва влияние близостта до Черно и Каспийско море, а също и сухите Ирански и Малоазиатски планински земи. Южното положение на страната обуславя значителната слънчева радиация, с максимална интензивност през май и юни – в Ереван 1,08 квт/m² (11,55 кал/sm²/мин), а на връх Арагац 1,16 квт/m² (12,35 кал/sm²/мин). Годишната продължителност на слънчевото греене е 2000 – 2800 часа, с максимум в Араратската равнина и в басейна на езерото Севан. Климата в равнинните и предпланинските части е сух, континентален, с горещо лято и умерено студена зима. Средна юлска температура 24 – 26 °C (абсолютен максимум 42 °C), средна януарска температура -5 °C, годишна сума на валежите 200 – 400 mm, като значителна част от тях падат през пролетта. Вегетационен период (минимална денонощна температура 5 °C) 6 – 7 месеца. Във високите плата и по склоновете на планините (до 1400 m н.в.) средната юлска температура е 18 – 20 °C, средната януарска от -4 до -6 °C, годишна сума на валежите около 500 mm, вегетационен период 4 – 5 месеца. В среднопланинските части климатът е умерен, средна температура през юли и август 18 °C, зимата е мека, снежна със средна януарска температура от -2 до -8 °C, годишна сума на валежите 600 – 800 mm с максимум в края на пролетта. Във високопланинските райони (2000 – 3000 m н.в.) климатът е студен, като лятото е прохладно със средна температура от 10 до 15 °C, зимата е студена със средна януарска температура от -9 до -14 °C (абсолютен минимум -46 °C), с дебела снежна покривка. В крайния югоизток (Мегри) и североизток (Ноемберян) климатът е сух, субтропичен, а годишната на валежите е 300 mm.
| температура | януари | февуари | март  | април | май   | юни   | юли   | август | септември | октомври | ноември | декември |
| ----------- | ------ | ------- | ----- | ----- | ----- | ----- | ----- | ------ | --------- | -------- | ------- | -------- |
| минимална   | -8 °C  | -4 °C   | 1 °C  | 6 °C  | 10 °C | 14 °C | 19 °C | 19 °C  | 13 °C     | 7 °C     | 0 °C    | -5 °C    |
| максимална  | 1 °C   | 7 °C    | 14 °C | 19 °C | 24 °C | 30 °C | 34 °C | 34 °C  | 29 °C     | 21 °C    | 13 °C   | 3 °C     |

### Води
Реките на Армения принадлежат към Каспийския водосборен басейн. Най-голяма е пограничната река Аракс (десен приток на Кура), към басейна на която се отнасят 76% от територията на страната, а 24% – към водосборния басейн на река Кура. Основните притоци на Аракс са: Ахурян, Севджур (Мецамор) с Касах, Раздан, Арпа, Воротан и др., а на Кура – Дебед с Памбак и Дзорагет, Агстев, Ахум и др. Реките на Армения са бурни, с прагове и бързеи, особено в средните си течения. Подхранването им е смесено – снежно-дъждовно-грунтово, с характерно пролетно пълноводие и лятно маловодие. По-регулиран отток имат реките Севзжур, Ахурян и Раздан, имащи предимно подземно и езерно подхранване. Голяма част от водите им се използват за напояване и производство на електроенергия. Потенциалните хидроенергийни ресурси на страната съставляват 21,8 млрд.квт.ч годишно, като технически е възможно използването на 8,6 млрд. квт.ч годишно.
В Армения има над 100 планински езера. Най-голямо от тях е Севан, разположено в живописна котловина, обкръжена от планини. В много райони в централната и южна част на страната преобладава подземното им подхранване. Най-големият артезиански басейн е в Араратската котловина със статистически запаси от 29 млрд.m³. Други по-големи са: Воротански, Севански, Ширакски. Подземните запаси на всички артезиански басейни се оценяват на около 50 млрд. m³. Подземните води във вулканичните райони излизат на повърхността във вид на многочислени извори, като пресни, така и минерални. В Армения има над 8 хил. извора, сред които най-мощни са Карасунак, Апарански, Казанчийски, Шакински и др.

### Почви
Големите колебания на надморската височина, сложния релеф и геоложкия строеж на Армения обуславят многообразието на почвите и ярко изразената им височинна зоналност. В ниските части на Средноараксинската падина (600 – 900 m) са се сформирали комплекси от пустинни почви: солончаци, солонци, блатни почви. Има такири с участъци от подвижни пясъци. Кафявите хумусни почви на тези височини в продължение на векове са се обработвали и са се образували т.н. културно-поливни почви. Кафявите каменисти почви („кири“) са развити в предпланинските райони (до 1300 – 1400 m). Кестенявите почви са разпространени в Средноараксинската падина до 1800 m височина, а в североизточните и югоизточните райони на страната – до 800 m. Канелените почви са разпространени в районите заети от сухи планински гори и храсти на височина 1600 – 1800 m в северните райони и до 2300 m в южните. В Армения най-разпространени са планинските черноземи, преди всичко по вулканските плата. В горния планински пояс почвите са планинско-лимадни, планинско-ливадно-блатни и планинско-ливадно-торфени.

### Растителност
Армения се отличава с многообразието на растителните си форми и обилието на ендемити. В ниските части на Средноараксинската падина е разпространена холофитна (солянкова) растителност. Голямо разпространение (до 1400 m н.в.) има душистия (еревански) пелин. В предпланинските части е развита фриганоидна растителност с голямо количество бодливи (трагакантови) храсти и растения-възглавнички (астрагал, акантолимон), а също томилари – участъци с ксерофилни столетници. В степния пояс (до 2100 – 2200 m) преобладава коиловата и типчакова растителност, а в по-сухите райони преминаваща в ксерофилно-тревиста растителност, на места с бодливи храсти. В североизточните и югоизточни райони, в условията на сравнително мек климат са развити широколистни гори (източен бук, дъб, габър), заемащи заедно с храстите около 13% от територията на Армения. В североизточните райони те се изкачват до 1900 – 2000 m височина, а в югоизточните – до 2200 – 2400 m. Широко са развити ксерофилните редки гори – хвойнови и лиственични. В безлесните участъци са разпространени планинско-степна, субалпийска и алпийска растителност. В ниските части на алпийския пояс (до 2800 m височина) виреят мезофилни и житни треви, а в горните части – алпийски пасища. Планинските степи и алпийските пасища служат за летни пасбища.

### Животински свят
В предпланинските райони са разпространени множества влечуги, сред които змии – гюрза, кавказка отровница; паякообразни – скорпиони. В тръстиковите райони покрай реките обитават дива свиня, камъшова котка, чакал, чайка, блатен ястреб, орел-змияр. В планинските степи и високите части обитават: гризачи – малоазиатски лалугер, малоазиатска мишка, планинска къртица, палевка; хищници – пъстър пор; птици – чучулига, папуняк, орел-могилник, брадат и белоглав лешояд, каспийски улар (вид фазан), алпийска чинка, кеклик. В планинските южни части, в пояса на фриганоидната растителност и по-нагоре се срещат планински козел, планински овен или муфлон, а в горския пояс – сърна, глиган, сирийска мечка, горска котка, рис, от гризачите – белка, сънливец, множество птици – завирушка, горски бекас, червеногръдка, коприварче, синигер, кълвач.

### Природни райони
Целият природен комплекс на Армения е подложен на значителни изменения както в хоризонтален, така и във вертикален план. От предпланинските към високопланинските райони се сменят последователно следните природни пояси: пустинно-полупустинен, сух планинско-степен, планинско-степен, планинско-горски и алпийски нивален. Засушливите ландшафти са разпространени по долините на реките около средното течение на река Аракс, като особено ярко те са изразени в Араратската котловина. В североизточните и югоизточните части, благодарение на по-мекия климат, преобладават горските ландшафти. Във връзки с всичко това в Армения се обособяват следните природни райони:
- Араратска котловина – най-големия природен район, обхващащ левия бряг на Аракс и неговите притоци (десния бряг на реката е на турска територия). Дъното на котловината е заето от Араратската равнина и предпланинските части, като се отличава с континентален климат и пустинно-полупустинни ландшафти. В среднопланинските части доминира типичния вулканичен релеф със степни и алпийски ландшафти. Природните условия са благоприятни за отглеждането на топлолюбиви култури (лозя, кайсии, праскови, южни плодове).
- Ширак – заема басейна по горното и средно течение на река Ахурян (ляв приток на Аракс) и се отличава с планинско-степни ландшафти. Зимата е студена с устойчива снежна покривка и топло лято. Тя е типична вулканична област с планински черноземи, а във високопланинската зона – алпийска растителност. Отглеждат се зърнени култури, захарно цвекло и развито животновъдство.
- Лори-Памбак – обхваща басейните на реките Дебед, Памбак и Дзорагет (басейна на река Кура). Преобладават сухите степни и горски ландшафти. Богат е на медни и полиметални руди.
- Агстев-Тевушки (североизточен) район – явява се естествено продължение на Лори-Памбакския район, с мек климат и горски ландшафти.
- Севан – затворена котловина с планинско-степни и алпийски ландшафти с наличие на голям воден басейн (езерото Севан).
- Вайк – обособен район, обхващащ басейна на река Арпа, като по ландшафтно-природни условия е сходен с Араратската котловина.
- Зангезур (Сюник) – силно пресечена планинска област, където са представени всички видове ландшафти, свойствени за Арменската планинска земя, но преобладават горските и планинско-степните ландшафти. Богат на находища на цветни метали[2].